# شتاسفورت
شتاسفورت (بالألمانية: Staßfurt) هي بلدة ألمانية تقع في ألمانيا في ساكسونيا أنهالت. يقدر عدد سكانها بـ 30,274 نسمة .

## المدن التوأمة
مدينة لرته هي مدينة توأمة لشتاسفورت.

## أعلام
- ديتليف بوك
- أوي شتورش
- شتيفاني شميت